# Austrohahnia praestans
Espèce
Austrohahnia praestans est une espèce d'araignées aranéomorphes de la famille des Hahniidae.

## Distribution
Cette espèce est endémique d'Argentine. Elle se rencontre dans les provinces de Corrientes, de Santa Fe, d'Entre Ríos et de Santiago del Estero.

## Description
La femelle décrite par Rubio, Lo-Man-Hung et Iuri en 2014 mesure 3,92 mm.

## Publication originale
- Mello-Leitao, 1942 : Arañas del Chaco y Santiago del Estero. Revista del Museo de La Plata (N.S., Zoología), vol. 2, p. 381-426.